# ベクスルタン・サルセコフ
ベクスルタン・サルセコフ（1953年8月27日 - ）は、カザフスタン共和国の内務官僚。中将。内務次官、安全保障会議書記等を歴任。

## 経歴
アルマ・アタ州出身。
ソビエト軍勤務後、1974年から民警（警察官）として働く。1979年、ヴォルゴグラード高等取調学校卒業。
- 1979年～1984年 - アルマ・アタ市カリーニンスキー地区内務課の取調官、先任取調官、副課長
- 1984年～1985年 - フルンゼンスキー地区内務課長
- 1985年～1986年 - アルマ・アタ市社会主義財産横領・投機対策課の取調官、捜査係
- 1987年～1988年 - カリーニンスキー地区内務課社会主義財産横領・投機対策班長
- 1988年～1989年 - アルマ・アタ市内務局社会主義財産横領・投機対策課副課長
- 1989年～1990年 - カリーニンスキー地区内務課長
- 1990年～1993年 - 大統領府の報告官、国法課第一副主任
- 1993年～1995年 - 内務次官
- 1995年 - CISにおけるカザフスタン内務省の組織犯罪対策調整担当代表
- 1995年10月～1996年10月 - 国家取調委員会副議長
- 1996年10月～ - カザフスタン共和国安全保障会議書記

2002年10月7日、CIS加盟国対テロ・センター第一副センター長。
2007年11月から中央アジア地域情報調整センター事務局長。

## パーソナル
妻帯、2児を有する。
法学科学準博士。教授。